# Ralph Neville (4e comte de Westmorland)
Ralph Neville, 4e comte de Westmorland, (21 février 1498 - 24 avril 1549) est un pair et soldat anglais. Il est le petit-fils de Ralph Neville (3e comte de Westmorland), et le père de Henry Neville (5e comte de Westmorland).

## Famille
Ralph Neville, né le 21 février 1498, est le fils de Ralph Neville (décédé en 1498) et d'Edith Sandys (décédée le 22 août 1529), fille de William Sandys of the Vyne par Edith Cheyne, fille de John Cheyne. Il est le petit-fils de Ralph Neville, 3e comte de Westmorland et d'Isabel Booth.
Neville a un frère décédé jeune et une sœur, Isabel, qui se marie avec Robert Plumpton, et ensuite avec Lawrence Kighley.
Après la mort de son père en 1498, la mère de Neville, Edith, épouse Thomas Darcy (1er baron Darcy de Darcy) (en), qui est décapité à Tower Hill le 30 juin 1537 pour sa participation au Pèlerinage de Grâce. Elle meurt à Stepney le 22 août 1529 et est enterrée au Friars Observant de Greenwich.

## Carrière
Neville hérite du comté de Westmorland alors qu'il est enfant à la mort de son grand-père le 6 février 1499. Le 9 juillet 1510, vers l'âge de douze ans, sa tutelle est accordée à Edward Stafford (3e duc de Buckingham).
Jeune homme, Westmorland fait partie de ceux qui assistent le roi Henri VIII au Camp du Drap d'Or en juin 1520 et lors de sa rencontre avec l'empereur Charles V à Gravelines en juillet. Le 7 novembre 1520, il prend le contrôle de ses terres. Il est présent à la réception de l'Empereur près de Douvres en mai 1522. En 1522-1523, Westmorland fait son service militaire à la frontière écossaise, où il est anobli la dernière année par Thomas Howard, alors comte de Surrey. Il est installé en tant que membre de l'Ordre de la Jarretière le 25 juin 1525, et avant le 5 février 1526 est membre du Conseil privé du roi. Il continue à servir à la frontière nord, étant nommé capitaine adjoint de Berwick et vice-directeur des marches orientales et moyennes d'octobre 1525 à septembre 1526 sous le fils illégitime du roi, le duc de Richmond. En janvier 1526, il est l'envoyé en chef chargé de conclure une trêve avec l'Écosse.
Le 13 juillet 1530, Westmorland est parmi ceux qui signent la lettre au pape Clément VII demandant l'annulation du mariage du roi avec sa première épouse, Catherine d'Aragon. En mai 1534, il est membre d'une commission chargée d'enquêter sur les activités de trahison présumées de William Dacre (3e baron Dacre) de Gilsland. Il voit de nouveau le service militaire dans le nord quand en juin et juillet de 1535 il est parmi ceux accusés de réprimer des désordres dans Northumberland, Cumberland et Westmorland. Le 15 mai 1536, il fait partie des pairs qui prennent part au procès de la seconde épouse du roi, Anne Boleyn. Pendant le Pèlerinage de Grâce en 1536-1537, Westmorland reste fidèle au roi, ce qui, selon Archbold, est « surprenant, compte tenu de ses liens familiaux ». Il refuse une nomination en tant que directeur des marches orientales et moyennes à ce moment-là, prétendument parce que ses hommes soutiennent le soulèvement. À l'époque, Norfolk le décrit comme «un homme d'une telle chaleur et d'une telle hâte de nature» qu'il est «inconvenant» pour la nomination. Cependant, comme le note Dockwray, Norfolk a peut-être dénigré un rival potentiel. Le 14 janvier 1537, il est nommé membre du Conseil du Nord.
Lorsque ses trois enfants - Henry, Dorothy et Margaret - se marient lors d'une cérémonie triple Neville en 1536, Henry VIII et sa troisième épouse, Jane Seymour, assistent au mariage.
Le 12 novembre 1537, Westmorland assiste aux funérailles de la troisième épouse du roi, Jeanne Seymour. En 1538, il est de nouveau décrié, à cette occasion décrit par un écrivain anonyme comme un homme "d'une grande puissance sans esprit ni connaissance". En mai 1544, il commande les Marches de l'Est et du Milieu lors de l'invasion de l'Écosse sous Edward Seymour (1er comte d'Hertford).
Westmorland est décédé le 24 avril 1549, à l'âge de 51 ans, et est enterré à Staindrop, Durham. Sa veuve, Katherine, est décédée le 14 mai 1555 à Holywell à Shoreditch, la maison de son gendre, Henry Manners (2e comte de Rutland), et est inhumée le 17 mai 1555 à St. Leonard's, Shoreditch.

## Mariage et descendance
Westmorland est fiancé à Elizabeth Stafford (c.1497 - 30 novembre 1558), la fille aînée de son tuteur, Edward Stafford (3e duc de Buckingham), et Éléonore Percy, dont il aurait été amoureux, et dont il devait se marier avant Noël 1512. Cependant, à cette époque, Thomas Howard fait un procès pour elle et Elizabeth épouse Howard, en tant que seconde épouse, avant le 8 janvier 1513. Westmorland épouse à la place, avant juin 1520, la deuxième fille de Stafford, Katherine (décédée le 14 mai 1555). Ils ont dix-huit enfants, dont/
- Henry Neville (5e comte de Westmorland), qui épouse, lors d'une cérémonie de mariage triple Neville-frère le 3 juillet 1536 à Holywell à Shoreditch, Anne Manners, la fille de Thomas Manners (1er comte de Rutland). Leur fils, Charles Neville (6e comte de Westmorland), épouse, vers 1563/4, Jane Howard (inhumée le 30 juin 1593), la fille de Henry Howard, comte de Surrey. Il prend part avec ses oncles, Christopher Neville et Cuthbert Neville, dans la rébellion du Nord de 1569, est déclaré hors la loi en 1571, où tous ses honneurs sont perdus, et s'enfuit sur le continent, où il est impliqué pendant de nombreuses années dans des complots au nom de Marie, reine d'Écosse, contre la reine Elizabeth. Il meurt en exil à Nieuport en Flandre le 16 novembre 1601[9].
- Thomas Neville[10]
- Edouard Neville[10]
- Christopher Neville (fl. 1549-1575) de Kirkbymoorside, Yorkshire, quatrième fils, qui épouse Anne Fulthorpe (décédée après 1570), veuve de Francis Wandesford, de Kirklington, Yorkshire, et fille et héritière de John Fulthorpe de Hipswell, Yorkshire. Il n'y a pas de descendance de ce mariage. Il est déclaré hors la loi pour trahison en mai 1571 pour sa part dans la rébellion du Nord de 1569, et s'enfuit sur le continent, où il meurt en exil[11].
- George Neville[10]
- Ralph Neville (mort en 1565).
- Cuthbert Neville[10] (fl. 1549–1569) de Brancepeth, Durham. Il prend part à la Rébellion du Nord de 1569 avec son frère, est déclaré hors la loi et meurt en exil aux Pays-Bas espagnols[11].
- Dorothy Neville[10] (décédée en 1548), qui se marie, lors d'une cérémonie de mariage triple Neville-frère et sœur le 3 juillet 1536 à Holywell à Shoreditch, comme première épouse de John de Vere (16e comte d'Oxford)[12], et avec lui a deux filles : Faith, qui est morte bébé[13], et Katherine, qui se marie avec Edward Windsor 3e baron Windsor.
- Mary Neville, qui épouse Thomas Danby de Farnley Hall, Yorkshire, fils aîné de Christopher Danby. Thomas Danby semble avoir participé avec ses beaux-frères, Christopher Neville et Cuthbert Neville, à la rébellion du Nord de 1569[14].
- Margaret Neville (décédée le 13 octobre 1559), qui se marie, lors d'une cérémonie de mariage triple Neville frère et sœur le 3 juillet 1536 à Holywell à Shoreditch, comme première épouse de Henry Manners (2e comte de Rutland)[15].
- Elizabeth Neville, qui épouse, comme première épouse, Thomas Dacre (4e baron Dacre) (décédé le 1er juillet 1566) de Gilsland, mais meurt sans descendants. Après la mort d'Elizabeth Neville, Thomas Dacre épouse Elizabeth Leyburne (enterrée le 18 septembre 1567), qui, après la mort de Dacre, épouse, en tant que troisième épouse, Thomas Howard, 4e duc de Norfolk[16].
- Eleanor Neville, qui épouse, comme première épouse, Bryan Stapleton (décédé le 13 décembre 1606) de Carlton, Yorkshire, fils aîné de Richard Stapleton (c.1516 - 1585),
- Anne Neville (inhumée le 17 juillet 1583 à Alcester, Warwickshire), qui épouse vers 1553 Fulke Greville (1536-1606), de jure 4e baron Willoughby de Broke, et avec lui a un fils, Fulke Greville (1er baron Brooke), ami de Philip Sidney, et une fille, Margaret Greville (1561–1631/2), qui épouse Richard Verney[17].
- Ursule Neville.